# Amaturá
Amaturá es un municipio situado en el estado de Amazonas, en Brasil. Según el censo de 2022, tiene una población de 10 819 habitantes.

## Historia
Después de que los portugueses derrotaron a los españoles en la guerra por el dominio de la región, la antigua Misión del Apóstol de São Paulo, más tarde Aldea de São Paulo dos Cambebas, se convirtió en la sede de un municipio que tomó el nombre de São Paulo de Olivença.
Su territorio sufrió varios desmembramientos dando lugar a la formación de los municipios autónomos de Benjamín Constant y Santo Antônio do Içá.
El 10 de diciembre de 1981, por la Enmienda Constitucional nº 12, el distrito de Amaturá fue separado, pasando a constituir, junto con el territorio adyacente separado de Fonte Boa, el municipio autónomo de Amaturá.

## Geografía
Posee una superficie de 4754.11 km².
El área urbana del municipio se divide en tres barrios principales: Centro, Santa Etelvina y São Francisco. Hay además varias comunidades rurales en el municipio, incluidos pueblos y aldeas ribereñas.